# I Feel Better
I Feel Better is een single uit 2010 van Hot Chip. Het nummer is afkomstig van hun album One Life Stand.